# Zypern-Cup 2017
Der Zypern-Cup 2017 war die 10. Ausspielung des seit 2008 alljährlich ausgetragenen Frauenfußballturniers für Nationalmannschaften und fand vom 1. bis 8. März 2017 wie zuvor an verschiedenen Spielorten in der Republik Zypern statt. Das Turnier weist im Gegensatz zu den Austragungen zwischen 2008 und 2015 eine Reihe von Besonderheiten auf. Es wurde erstmals allein vom tschechischen Verband organisiert, zuvor wurde es hauptsächlich vom englischen, finnischen, niederländischen und schottischen Verband organisiert, von denen nach einem Jahr Pause nur die Schottinnen wieder teilnahmen. Mit England und Kanada nahmen wie im Vorjahr die beiden Rekordsieger nicht teil. England trat wie 2016 beim SheBelieves Cup an, Kanada beim Algarve-Cup 2017. Der vor Turnierbeginn in der FIFA-Weltrangliste bestplatzierte Teilnehmer war Nordkorea, das dort Platz 10 belegte (Stand: Dezember 2016) und einziger erstmaliger Teilnehmer war. Fünf Teilnehmer hatten sich für die EM 2017 qualifiziert und nutzten das Turnier für die EM-Vorbereitung.
Auch diesmal nahm die Mannschaft des Gastgeberlandes nicht teil.
Spielorte waren das Antonis-Papadopoulos-Stadion in Larnaka sowie das GSP-Stadion und Makario-Stadion in Nikosia und das Tasos Markou in Paralimni.

## Teilnehmer
| Land 1                                                                                                  | Rang 2 | Anmerkung        |
| --- | ------ | ---------------- |
| Belgien*                                                                                                | 25     |                  |
| Irland                                                                                                  | 34     |                  |
| Italien*                                                                                                | 16     |                  |
| Neuseeland                                                                                              | 19     |                  |
| Österreich*                                                                                             | 24     | Titelverteidiger |
| Nordkorea                                                                                               | 10     | erste Teilnahme  |
| Schottland*                                                                                             | 21     |                  |
| Schweiz*                                                                                                | 17     |                  |
| Südkorea                                                                                                | 18     |                  |
| Tschechien                                                                                              | 33     |                  |
| Ungarn (für die ursprünglich eingeladene südafrikanische und dann eingeladene thailändische Mannschaft) | 40     |                  |
| Wales                                                                                                   | 36     |                  |

## Regularien
Am Turnier nahmen wieder zwölf Nationalmannschaften teil, die wie zuletzt 2015 wieder zunächst in drei Gruppen spielten. Die acht in der FIFA-Weltrangliste am besten platzierten Mannschaften spielten in Gruppe A und B, die vier schlechteren Mannschaften in Gruppe C. Die Mannschaften der Gruppe C konnten damit bestenfalls den dritten Platz der Gesamtwertung belegen. Für die Platzierung nach den Gruppenspielen war bei Punktgleichheit von zwei Mannschaften der direkte Vergleich entscheidend, bei drei oder mehr punktgleichen Mannschaften oder falls zwei punktgleiche Mannschaften gegeneinander remis gespielt hätten zunächst die Tordifferenz und dann die Anzahl aller Tore und hätte dies auch keine Entscheidung gebracht wäre gelost worden. Anschließend fanden Platzierungsspiele statt.
Da die FIFA die Spiele als „Freundschaftsspiele“ einstuft, durfte jede Mannschaft pro Spiel sechs Auswechslungen vornehmen.

## Das Turnier
Alle Zeiten entsprechen der Osteuropäischen Zeit.

### Gruppenphase

#### Gruppe A
| Pl. | Land      | Sp. | S | U | N | Tore    | Diff. | Punkte |
| --- | --------- | --- | - | - | - | ------- | ----- | ------ |
| 1.  | Schweiz   | 3   | 2 | 1 | 0 | 009:200 | +7    | 07     |
| 2.  | Nordkorea | 3   | 2 | 0 | 1 | 007:200 | +5    | 06     |
| 3.  | Belgien   | 3   | 1 | 1 | 1 | 007:700 | ±0    | 04     |
| 4.  | Italien   | 3   | 0 | 0 | 3 | 001:130 | −12   | 0      |

|                                                             |   |           |           |
| 1. März 2017 um 14:30 Uhr in Nikosia (Makario-Stadium)      |   |           |           |
| Nordkorea                                                   | – | Italien   | 3:0 (1:0) |
| 1. März 2017 um 17:30 Uhr in Nikosia (Makario-Stadium)      |   |           |           |
| Belgien                                                     | – | Schweiz   | 2:2 (1:1) |
| 3. März 2017 um 14:30 Uhr in Larnaka (Papadopoulos-Stadion) |   |           |           |
| Schweiz                                                     | – | Nordkorea | 1:0 (0:0) |
| 3. März 2017 um 17:30 Uhr in Larnaka (Papadopoulos-Stadion) |   |           |           |
| Italien                                                     | – | Belgien   | 1:4 (1:2) |
| 6. März 2017 um 14:30 Uhr in Larnaka (Papadopoulos-Stadion) |   |           |           |
| Italien                                                     | – | Schweiz   | 0:6 (0:3) |
| 6. März 2017 um 14:30 Uhr in Nikosia (Makario-Stadium)      |   |           |           |
| Nordkorea                                                   | – | Belgien   | 4:1 (2:0) |

#### Gruppe B
| Pl. | Land       | Sp. | S | U | N | Tore    | Diff. | Punkte |
| --- | ---------- | --- | - | - | - | ------- | ----- | ------ |
| 1.  | Südkorea   | 3   | 2 | 1 | 0 | 004:000 | +4    | 07     |
| 2.  | Schottland | 3   | 2 | 0 | 1 | 006:500 | +1    | 06     |
| 3.  | Österreich | 3   | 1 | 1 | 1 | 004:300 | +1    | 04     |
| 4.  | Neuseeland | 3   | 0 | 0 | 3 | 002:800 | −6    | 0      |

|                                                             |   |            |           |
| 1. März 2017 um 14:30 Uhr in Larnaka (Papadopoulos-Stadion) |   |            |           |
| Neuseeland                                                  | – | Schottland | 2:3 (1:1) |
| 1. März 2017 um 17:30 Uhr in Larnaka (Papadopoulos-Stadion) |   |            |           |
| Südkorea                                                    | – | Österreich | 0:0       |
| 3. März 2017 um 14:30 Uhr in Nikosia (GSP-Stadion)          |   |            |           |
| Österreich                                                  | – | Neuseeland | 3:0 (1:0) |
| 3. März 2017 um 17:30 Uhr in Nikosia (GSP-Stadion)          |   |            |           |
| Schottland                                                  | – | Südkorea   | 0:2 (0:0) |
| 6. März 2017 um 17:30 Uhr in Nikosia (Makario-Stadium)      |   |            |           |
| Österreich                                                  | – | Schottland | 1:3 (0:0) |
| 6. März 2017 um 17:30 Uhr in Larnaka (Papadopoulos-Stadion) |   |            |           |
| Neuseeland                                                  | – | Südkorea   | 0:2 (0:0) |

#### Gruppe C
| Pl. | Land       | Sp. | S | U | N | Tore    | Diff. | Punkte |
| --- | ---------- | --- | - | - | - | ------- | ----- | ------ |
| 1.  | Irland     | 3   | 2 | 1 | 0 | 003:000 | +3    | 07     |
| 2.  | Wales      | 3   | 1 | 1 | 1 | 002:100 | +1    | 04     |
| 3.  | Ungarn     | 3   | 1 | 1 | 1 | 002:300 | −1    | 04     |
| 4.  | Tschechien | 3   | 0 | 1 | 2 | 001:400 | −3    | 01     |

|                                        |   |            |           |
| 1. März 2017 um 14:30 Uhr in Paralimni |   |            |           |
| Tschechien                             | – | Irland     | 0:2 (0:1) |
| 1. März 2017 um 17:30 Uhr in Paralimni |   |            |           |
| Ungarn                                 | – | Wales      | 0:2 (0:1) |
| 3. März 2017 um 14:30 Uhr in Paralimni |   |            |           |
| Wales                                  | – | Tschechien | 0:0       |
| 3. März 2017 um 17:30 Uhr in Paralimni |   |            |           |
| Irland                                 | – | Ungarn     | 0:0       |
| 6. März 2017 um 14:30 Uhr in Paralimni |   |            |           |
| Irland                                 | – | Wales      | 1:0 (1:0) |
| 6. März 2017 um 17:30 Uhr in Paralimni |   |            |           |
| Tschechien                             | – | Ungarn     | 1:2 (0:1) |

### Platzierungsspiele
Die Orte der Platzierungsspiele wurden erst festgelegt, nachdem die Paarungen feststanden. Sollten die Platzierungsspiele nach regulärer Spielzeit remis enden, gibt es in den Spielen um Platz 3 bis 11 sofort ein Elfmeterschießen, im Finale zunächst eine Verlängerung und erst dann – sofern notwendig – ein Elfmeterschießen.
Spiel um Platz 11
|                                 |   |            |           |
| 8. März um 11:00 Uhr in Larnaka |   |            |           |
| Italien                         | – | Tschechien | 6:2 (3:1) |

Spiel um Platz 9
|                                   |   |        |           |
| 8. März um 11:00 Uhr in Paralimni |   |        |           |
| Neuseeland                        | – | Ungarn | 3:1 (1:1) |

Spiel um Platz 7
|                                 |   |            |                      |
| 8. März um 14:30 Uhr in Larnaka |   |            |                      |
| Belgien                         | – | Österreich | 1:1 (0:0), 3:2 i. E. |

Spiel um Platz 5
|                                   |   |       |                |
| 8. März um 14:30 Uhr in Paralimni |   |       |                |
| Schottland                        | – | Wales | 0:0, 6:5 i. E. |

Spiel um Platz 3
|                                 |   |        |           |
| 8. März um 14:30 Uhr in Larnaka |   |        |           |
| Nordkorea                       | – | Irland | 2:0 (0:0) |

### Finale
| Schweiz                                          | Schweiz | Südkorea | Südkorea |
| ------------------------------------------------ | --- | --- | -------- |
| Schweiz                                          | \| 8. März 2017 um 18:30 Uhr in Larnaka (AEK Arena) \| \| Ergebnis: 1:0 (0:0) \| \| Schiedsrichterin: Marta Huerta de Aza ( Spanien)[2] \| \| Spielbericht \| | \| 8. März 2017 um 18:30 Uhr in Larnaka (AEK Arena) \| \| Ergebnis: 1:0 (0:0) \| \| Schiedsrichterin: Marta Huerta de Aza ( Spanien)[2] \| \| Spielbericht \|                                                                                      | Südkorea |
| Schweiz                                          | Gaëlle Thalmann – Noëlle Maritz, Jana Brunner, Rahel Kiwic, Selina Kuster (77. Rachel Rinast) – Eseosa Aigbogun, Lia Wälti, Vanessa Bernauer (89. Cinzia Zehnder), Lara Dickenmann – Ramona Bachmann (84. Florijana Ismaili), Fabienne Humm (64. Viola Calligaris) Cheftrainerin: Martina Voss-Tecklenburg ( Deutschland) | Kang Ga-ae – Kim Hye-ri, Shin Dam-yeong, Lim Seon-joo – Lee So-dam (77. Kwon Eun-som), Cho So-hyun , Jang Sel-gi, Choe Yu-ri (64. Moon Mi-ra), Kang Yu-mi (88. Lee Eun-mi) – Yoo Young-ah (46. Lee Geum-min), Ji So-yun Cheftrainer: Yoon Deok-yeo | Südkorea |
| Schweiz                                          | 1:0 Lara Dickenmann (57.) | | Südkorea |
| Schweiz                                          | Cho So-hyun | | Südkorea |
| 8. März 2017 um 18:30 Uhr in Larnaka (AEK Arena) | | |          |
| Ergebnis: 1:0 (0:0)                              | | |          |
| Schiedsrichterin: Marta Huerta de Aza ( Spanien) | | |          |
| Spielbericht                                     | | |          |

## Schiedsrichterinnen (Auswahl)
- Marte Sørø
- Marta Huerta de Aza
- Barbara Poxhofer
- Zuzana Kováčová
- Eszter Urbán